# Olof Lax
Olof Olofsson Lax, begravdes 23 oktober 1719 i Nyköping, Södermanlands län, var en svensk amatörorgelbyggare, rådman och svarvare. Han var verksam med att bygga orglar i Strängnäs stift från 1680-talet till 1700-talet.

## Biografi
Olof Olofsson Lax arbetade som rådman och orgelbyggare i Nyköping på 1680-talet.
Han arbetade 1704 som svarvare i Nyköping. Lax var från åtminstone 1707 rådman i Nyköping. Olof Lax begravdes den 23 oktober 1719 i Nyköping.
Lax var gift med Maria Johansdotter. De fick barnen Petter (död 1720) och Annicka Lax. Annicka var gift med svarvaren Carl Logreén.

## Orgelverk
| År              | Ursprunglig kyrka           | Stift     | Bild | Manualer | Pedal   | Stämmor | Bevarad orgel/fasad | Övrigt |
| --------------- | --------------------------- | --------- | ---- | -------- | ------- | ------- | ------------------- | --- |
| 1680 eller 1693 | Runtuna kyrka               | Strängnäs |      |          |         | 5       | Nej/Nej             | Orgeln sattes upp över altaret. En ny orgel byggdes 1773 av Jacob Westervik, Stockholm.                                                   |
| 1687            | Ludgo kyrka                 | Strängnäs |      | 1        | Bihängd | 9       | Nej/Nej             | Orgeln var byggd 1687 av Lax och skänktes av landshövdingen Mårten Lindhielm. En ny orgel byggdes 1863 av Per Larsson Åkerman, Stockholm. |
| 1708            | Bälinge kyrka, Södermanland | Strängnäs |      |          |         | 6       |                     | Han reparerade orgelverket 1708 för 48 daler. Orgeln var skänkt mellan 1700 och 1706 av grevinnan Eva Lewenhaupt, Nynäs.                  |
| 1716            | Nyköping Helgona            | Strängnäs |      |          |         |         |                     | |